# Ounans
Ounans är en kommun i departementet Jura i regionen Bourgogne-Franche-Comté i östra Frankrike. Kommunen ligger i kantonen Villers-Farlay som tillhör arrondissementet Dole. År 2022 hade Ounans 330 invånare.

## Befolkningsutveckling
Antalet invånare i kommunen Ounans
Referens:INSEE